# Loreto (Baja California Sur)
Loreto is een stadje in de Mexicaanse deelstaat Baja California Sur. Loreto heeft 10.283 inwoners (census 2005) en is de hoofdplaats van de gemeente Loreto.
Loreto is gelegen aan de Golf van Californië, aan de oostkust van het schiereiland Neder-Californië.
Loreto werd in 1697 gesticht als jezuïtische missiepost. Het was de hoofdstad van de Spaanse provincie Californië tot 1777, toen deze naar Monterey verplaatst werd.